# Sorghum bulbosum
Sorghum bulbosum är en gräsart som beskrevs av Michael Lazarides. Sorghum bulbosum ingår i släktet durror, och familjen gräs. Inga underarter finns listade i Catalogue of Life.